# Équipe du Kenya masculine de volley-ball
Cet article traite de l'équipe masculine. Pour l'équipe féminine, voir Équipe du Kenya féminine de volley-ball.
L'équipe du Kenya de volley-ball est composée des meilleurs joueurs kényans sélectionnés par la Kenya Volleyball Association (KVA).  Elle figure au 93e rang dans le classement de la Fédération internationale de volley-ball au 1er octobre 2018.

## Sélection actuelle
Sélection pour les qualifications au championnat du monde 2010.
Entraîneur : Moses Epoloto  ; entraîneur-adjoint : Sammy Mulinge 

## Palmarès et parcours

### Parcours

#### Championnat d'Afrique
| - 1967 : non participant - 1971 : non participant - 1976 : non participant - 1979 : non participant - 1983 : non participant - 1987 : 8e - 1989 : non participant | - 1991 : 7e - 1993 : 7e - 1995 : 6e - 1997 : non participant - 1999 : non participant - 2001 : non participant - 2003 : non participant | - 2005 : non participant - 2007 : 5e - 2009 : non participant - 2011 : non participant - 2013 : non participant - 2015 : 8e - 2017 : 10e |

#### Jeux africains
| - 1965 : Vainqueur - 1973 : Vainqueur - 1978 : ? - 1987 : non participant - 1991 : Finaliste - 1995 : Vainqueur - 1999 : 3e | - 2003 : Vainqueur - 2007 : Vainqueur - 2011 : non participant - 2015 : 3e - 2019 : non participant - 2023 : 2e |  |